# Пак Гвон Сун
Пак Гвон Сун, другие варианты — Пак Гвон-Сун, Пак Гван Сун (21 августа 1913 года, Ольгинский уезд, Приморская область, Российская империя — 7 июня 1996 года, Юкарычирчикский район, Ташкентская область, Узбекистан) — бригадир колхоза «Правда» Верхне-Чирчикского района Ташкентской области, Узбекская ССР. Герой Социалистического Труда (1951).

## Биография
Родился в 1913 году в крестьянской семье в одном из сельских населённых пунктов Ольгинского уезда.
В 1927 году окончил школу I степени в Сучанском районе, потом проживал в деревне Ворошиловка Сучанского района. С 1931 года — рядовой колхозник, кладовщик колхоза «Коммунистический путь» Сучанского района с центром в деревне Ворошиловка. С 1934 году обучался в партийной школе в Ворошилове, которую окончил в 1935 году. Работал заведующим библиотекой в Будённовском районе. В 1937 году депортирован на спецпоселение в Ташкентскую область, Узбекская ССР. С 1937 года — рядовой колхозник, бригадир полеводческой бригады в колхозе имени «Правда» Верхне-Чирчикского района. В 1940 году вступил в ВКП(б).
В 1950 году звено Пак Гвон Суна собрало в среднем по 99,2 центнеров зеленцового стебля кенафа с каждого гектара на участке площадью 64,5 гектара. Указом Президиума Верховного Совета СССР от 22 мая 1951 года удостоен звания Героя Социалистического Труда с вручением ордена Ленина и золотой медали «Серп и Молот».
Неоднократно участвовал во Всесоюзной сельскохозяйственной выставке.
За выдающиеся трудовые достижения награждён в 1954 году вторым Орденом Ленина.
С 1958 года — рядовой колхозник в колхозе «Искра» Шурчинского района Сырдарьинской области. В 1959 году возвратился в колхоз «Правда» Верхне-Чирчикского района Ташкентской области, где продолжил трудиться рядовым колхозником и позднее — бригадиром полеводческой бригады. Потом трудился рядовым колхозником в колхозе имени Ахунбабаева Средне-Чирчикского района (1961—1962), звеньевым полеводческого звена в колхозе «Искра» Термезского района Сырдарьинской области (1962—1964), рабочим в совхозе «Пригородный» Азовского района Ростовской области (1964), рабочим в совхозе имени Коминтерна Голопристанского района Херсонской области (1964—1966), рабочим в совхозе «Назарбек» Калининского района Ташкентской области (1966—1967), рабочим в совхозе имени Коминтерна Цюрупинского района Херсонской области (1967—1968). С 1968 года — рабочий совхоза имени Шевченко Цюрупинского района Херсонской области.
В последние годы своей жизни проживал в колхозе имени Ахунбабаева Средне-Чирчикского района. Персональный пенсионер союзного значения.
Награды
- Герой Социалистического Труда
- Орден Ленина — дважды (1951, 1954)
- Орден Трудового Красного Знамени (1953)
- Медаль «За доблестный труд в Великой Отечественной войне 1941—1945 гг.»